# François Delsarte

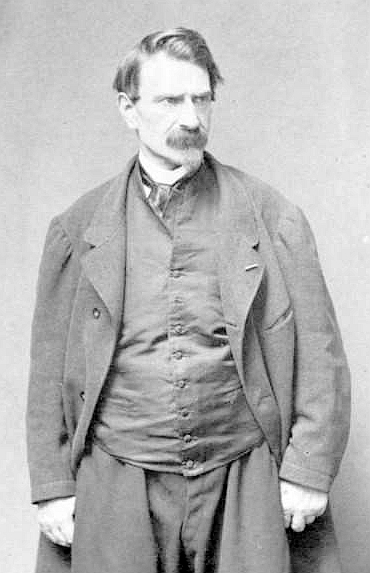
François Delsarte (1864)

François Alexandre Nicolas Chéri Delsarte (11 de noviembre de 1811 – 20 de julio de 1871) fue un cantante y un profesor francés. Aunque tuvo cierto éxito como compositor, es principalmente reconocido como profesor de canto y declamación. Desarrolló un estilo interpretativo basado en conectar la experiencia emocional del actor con una serie de gestos que observó en las relaciones humanas. 
Conocido en toda Europa durante su vida, tuvo una carrera estupenda después de su muerte por todo el mundo, especialmente en los EE. UU. de América en los tres últimos decenios del siglo XIX, donde hubo una real delsartemania. La pérdida de su voz de cantante le obligó a hacer una reeducación vocal basada en sus observaciones, que desemboca en una pedagogía experimental y un trabajo vocal, oratorio y gestual preciso. Las enseñanzas de Delsarte fueron especialmente transmitidas de manera oral, pero también a través de publicaciones. Estas enseñanzas fueron determinantes en el nacimiento de la danza moderna, y son generalmente consideradas como una de las fuentes de la modernidad de las artes del espectáculo y de la educación somática.
Este "método Delsarte" terminó siendo enseñado habitualmente por profesores que no entendían plenamente el trabajo de Delsarte. En consecuencia, se tendía a olvidar las asociaciones emocionales y el método degeneró en una serie de poses melodramáticas a las que Constantin Stanislavski se opondría al desarrollar su sistema Stanislavski.

## Vida
Delsarte nació en Solesmes (Norte), Francia, en una familia de fuerte vinculación a la música (su sobrino fue el famoso compositor Georges Bizet). Fue alumno del Conservatorio de París y, por un tiempo, tenor en la Opéra Comique y compositor. Se distinguió como cantante y actuó en las cortes de Luis Felipe I y Napoleón III.
Habiendo estudiado canto en el conservatorio, se encontró a disgusto con el estilo de actuación que encontró y empezó a estudiar el movimiento humano. Observaba personas reales en lugares públicos en todo tipo de situaciones y en sus análisis encontró ciertos patrones expresivos que llamó ciencia de la estética aplicada. Consistía en un examen de la voz, respiración, y movimientos para integrar todos los elementos del cuerpo humano que contribuían a la expresión corporal.
Sus experiencias artísticas le llegaron a convertirse al catolicismo. Y para él, el arte tiene la misión de espiritualizar al ser humano.
Es que trabajo práctico y reflexión estética le condujeron a considerar fenómenos expresivos, acto artístico y cuerpo humano íntimamente integrados en una dimensión espiritual y metafísica, asociando la teología católica y el pensamiento esotérico de la Antigüedad y de la Edad Media. La Trinidad y la noción de las correspondencias universales estructuran sus enseñanzas, que proponen la encarnación de los datos metafísicos en un trabajo expresivo. Conducido a la fe a través del arte, fue miembro de la Tercera Orden Dominicana tan pronto como fue restaurada en Francia por Lacordaire (1844). El pensamiento de Tomás de Aquino, su mayor referencia, le proporciona herramientas para transcribir su concepción fundamentalmente holística del ser humano (unión del alma y del cuerpo): encontré en la teología y en la antropología de Tomás de Aquino las bases teóricas de sus enseñanzas artísticas. Utilicé especialmente la Trinidad para organizar sus observaciones y para explicar los diferentes lenguajes humanos como la organización expresiva del cuerpo.
Su visión del arte insiste sobre la traducción expresiva de los movimientos del alma, y también sobre la noción de calidad del acto artístico asociada a la unión de los contrarios («hay que unir la fuerza y la suavidad»), y se inscribe en una dinámica de espiritualización del ser humano.

## Obra
Su método no fue transcrito personalmente, ni por parte de Delsarte ni por su protegido Steele MacKaye. Fue el alumno de MacKaye, Genevieve Stebbins, quien en 1885 publicó El sistema Delsarte de expresión y lo convirtió en un éxito.
El trabajo de Delsarte inspiró a bailarines como Isadora Duncan, Ruth St. Denis y Ted Shawn. Rudolf Laban y F. Matthias Alexander partieron también del método Delsarte hasta desarrollar su propio camino.
Irónicamente, fue su gran éxito lo que terminó causando su final. Para la década de 1890, el método Delsarte se enseñaba en todas partes, no siempre de acuerdo a la intención original de Delsarte de conectar emocionalmente. No hacía falta acreditación alguna para enseñar el método, y la calidad de su enseñanza se fue reduciendo al perderse paulatinamente el significado emocional que tenía en sus comienzos. Wangh dice que «llevó a otros a gestos estereotipados y melodramáticos, faltos del corazón que Delsarte había buscado restaurar».
Hacia el final del siglo XIX se difundió en Norteamérica la llamada "gimnasia Delsarte". Aunque François Delsarte fue profesor de expresión para la voz y el gesto en vez de entrenador, se enseñaban con ese nombre ejercicios de relajación y entrenamiento postural para controlar la respiración como parte de la preparación de un artista antes de salir a escena. Sin embargo, esto no basta para una educación física completa para jóvenes o adultos, por lo que el término gimnasia era técnicamente incorrecto para denominar el trabajo de Delsarte. Primero, porque en el método de Delsarte el trabajo corporal tiene una dimensión expresiva (y no deportiva). Segundo, porque no se puede separar este trabajo corporal del trabajo del canto y de la declamación.
Desde los años 1990, la historia, la teoría y el método de Delsarte despiertan un nuevo interés, que se expresa a través de estudios científicos y talleres del método expresivo en diferentes partes del mundo.